# Kauzenburg
Die Kauzenburg ist die Ruine einer Höhenburg in Bad Kreuznach im Landkreis Bad Kreuznach in Rheinland-Pfalz.

## Geschichte
Die Kauzenburg war Residenz der vorderen Grafschaft Sponheim. 1206 erfolgte die erstmalige Erwähnung der Burg in einer Urkunde, in der König Philipp von Schwaben den Bau eines Schlosses verbot. Von 1206 bis 1230 entstand eine erste Burganlage durch die Grafen Gottfried III. († 1218) und Johann I. von Sponheim († 1266).
1417 erfolgte eine Teilung der Burg zwischen den Sponheimer Grafen und dem Kurfürsten und Pfalzgrafen Ludwig III. 1437 folgte eine erneute Teilung unter dem Heidelberger Pfalzgrafen Ludwig IV, Friedrich III. von Veldenz und dem Markgrafen von Baden. 1444 folgte Stefan von Pfalz-Simmern-Zweibrücken als Erbe des Veldenzer Anteils. Im Pfälzer Krieg zwischen 1450 und 1470 verlor der Markgraf seinen Anteil. Kurfürst Philipp baute die Burg aus. 1503 wurde Baden wieder Mitbesitzer.
1620 eroberte der spanische Marquis Spinola Kreuznach und die Burg, die er bis 1632 befestigte. 1632 während des Dreißigjährigen Krieges eroberte der schwedische König das Schloss. 1635 übernahmen die kaiserlichen Truppen Stadt und Burg. 1639 eroberten die Franzosen unter General Duc Henri II. d’Orléans-Longueville (1595–1663) das Schloss zurück und 1641 übernahmen die Kaiserlichen unter Gil de Haes die Veste.
Nach dem Westfälischen Frieden fiel die Burg an Baden und die Pfalz. Erstmals wurde dabei das Schloss als „Veste Kauzenburg“ bezeichnet. Die Franzosen unter General Louis-François de Boufflers (1644–1711) eroberten 1688 die Burg, sprengten sie und brannten das Gebäude nieder.

## Privatwirtschaftliche Nutzung
1803 erwarb Andreas van Recum (später geadelt als Freiherr von Recum) die Ruine auf dem Kauzenberg. Diese fiel damit an das Rittergut Bangert. In den Fundamenten der zerstörten Burg sind später große Gewölbe und Keller aufgefunden und wieder ausgeräumt worden. Diese waren wahrscheinlich zu Waffenniederlagen bestimmt, dienten dann aber zur Aufbewahrung des wohlbekannten Schloss Kanzenburger Weines.
Sie blieb bis 1881 im Besitz der Familie und gehörte zuletzt Otto von Recum, ging dann an die Kreuznacher Familien Puricelli und Gräff über. Es war im Besitz der Witwe Werren, als 1969 der Weinhändler Elmar Pieroth Burg Layen, das Grundstück und die Kauzenburg erwarb.

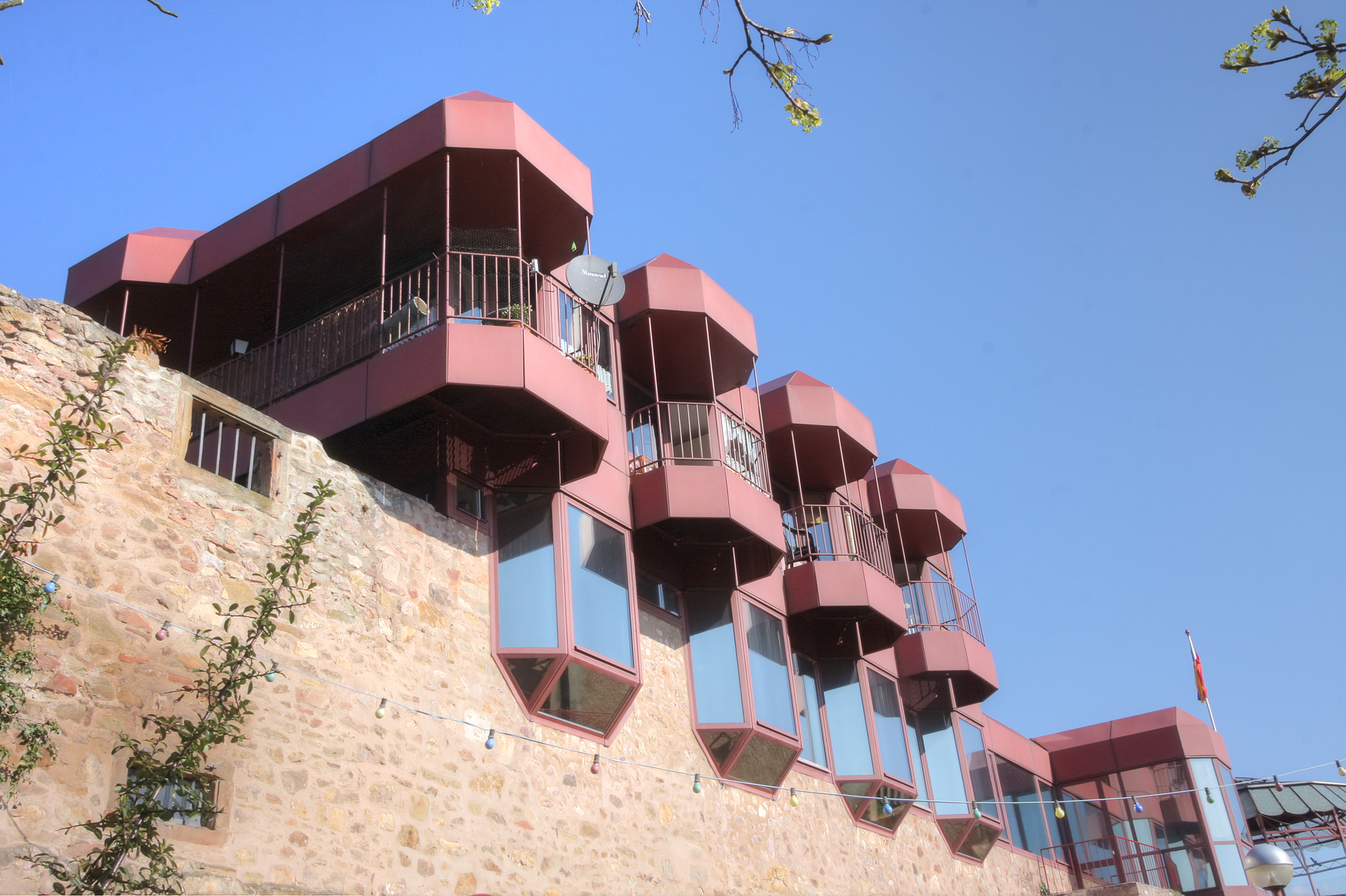
Detail der neuen Anlagen von 1971

Pieroth wollte dem Tourismus der Region neue Impulse geben und ließ 1970 die in den zurückliegenden Jahren entstandene Bausubstanz beseitigen. Für den Neubau in den Jahren 1970 und 1971 wurde der Architekt Gottfried Böhm beauftragt.
Der Architekt krönte das außen noch sichtbare Mauerwerk der Ruine Kauzenburg mit kubistischen Erkern. Er verwendete reichlich Glas, Metall und die Farbe Weinrot.
Die Kauzenburg Stiftung, verantwortlich für die Nutzung der historisch wertvollen Burgkeller in heimatgeschichtlich sinnvoller Weise, und die Kauzenburg Betriebsgesellschaft (später Kauzenburg Gaststätten GmbH), zuständig für Betrieb von Restaurants und Hotellerie, übernahmen das Anwesen.
Zum gastronomischen Programm gehört das Große Gelage an der Rittertafel. Heute wird das Anwesen von der Kauzenburg Gaststätten GmbH bewirtschaftet.

## Sendeanlage
An der Kauzenburg befindet sich der Sender Bad Kreuznach-Kauzenburg des Südwestrundfunks.

## Sagen
- Ludwig Bechstein: Das Pfaffenkäppchen[1] (Sage zur Entstehung der Burg  Rheingrafenstein mit Bezug zur Kauzenburg)